# Чемпіонат світу з трекових велоперегонів 1961
Чемпіонат світу з трекових велоперегонів 1961 проходив з 27 серпня по 13 вересня 1961 року в Цюриху, Швейцарія на велодромі Oerlikon. Усього на чемпіонаті розіграли 8 комплектів нагород — 6 у чоловіків та 2 у жінок.

## Медалісти

### Чоловіки
Професіонали
| Дисципліна                         | Золото               | Срібло               | Бронза                  |
| Спринт                             | Антоніо Маспес       | Мішель Руссо         | Йос Де Баккер           |
| Індивідуальна гонка переслідування | Руді Альтіг (6:12.5) | Віллі Трепп (6:13.5) | Леандро Фаджін (6:17.9) |
| Гонка за лідером                   | Карл-Гайнц Марсель   | Поль Депайп          | Макс Майєр              |

Аматори
| Дисципліна                         | Золото                 | Срібло           | Бронза          |
| Спринт                             | Серхіо Б'янкетто       | Джузеппе Беґетто | Рон Бенш        |
| Індивідуальна гонка переслідування | Генк Нейдам            | Якоб Аудкерк     | Марсель Делятре |
| Гонка за лідером                   | Леендерт ван дер Мюлен | Зіґфрід Вустров  | Георг Штольце   |

### Жінки
| Дисципліна                         | Золото           | Срібло              | Бронза             |
| Спринт                             | Галина Єрмолаєва | Валентина Максимова | Джин Данн          |
| Індивідуальна гонка переслідування | Івонн Рейндерс   | Беріл Бертон        | Марі-Терез Нессенс |

## Загальний медальний залік
| Місце  | Країна          | Золото | Срібло | Бронза | Загалом |
| ------ | --------------- | ------ | ------ | ------ | ------- |
| 1      | Нідерланди      | 2      | 1      | 1      | 4       |
| 2      | Італія          | 2      | 1      |        | 3       |
| 3      | ФРН             | 2      |        |        | 2       |
| 4      | Бельгія         | 1      | 1      | 2      | 4       |
| 5      | СРСР            | 1      | 1      |        | 2       |
| 6      | НДР             |        | 1      | 1      | 2       |
| 6      | Франція         |        | 1      | 1      | 2       |
| 6      | Швейцарія       |        | 1      | 1      | 2       |
| 6      | Велика Британія |        | 1      | 1      | 2       |
| 10     | Австралія       |        |        | 1      | 1       |
| Всього | Всього          | 8      | 8      | 8      | 24      |